# Eupetersia emini
Eupetersia emini är en biart som beskrevs av Blüthgen 1928. Eupetersia emini ingår i släktet Eupetersia och familjen vägbin. Inga underarter finns listade i Catalogue of Life.